# Полонский, Иосиф Матвеевич
Иосиф Матвеевич (Иосиф-Меер Мордкович) Полонский (16 [28] февраля 1889, Черкассы, Киевская губерния — 12 апреля 1973, Москва) — русский революционер, советский партийный и государственный деятель. В 1919 году в Крымской социалистической советской республике нарком труда в правительстве Д. И. Ульянова. Репрессирован в 1948 году, реабилитирован в 1956 году. Пенсионер союзного значения.

## Биография
Родился 16 февраля (по старому стилю) 1889 года в многодетной семье черкасского (с 1896 года смелянского) мещанина Мордко Хаим-Иосифовича Полонского и Златы Полонской, заключивших брак там же в 1882 году. Из рабочих. Участник Мозырьского и Черкасского восстаний 1905 года. Член РСДРП с 1907 года. Партийная кличка Стёпа. В 1909 году был арестован и сослан в Енисейскую губернию. В 1911 году бежал из ссылки и эмигрировал. Состоял в Парижской секции большевиков. В течение многих лет был связным Ленина..
После революции возвратился в Россию. В 1918—1919 годах — один из руководителей подпольного обкома РКП(б) в Крыму. После январской 1919 года партконференции был избран в подпольный Обком партии. Был выдвинут делегатом III-го съезда КП(б)У, но на съезд, состоявшийся в Харькове, попасть не сумел. Вошел в Мелитопольское бюро Крымского обкома.
На партконференции 28 апреля 1919 года был делегатом от Феодосии. Конференция выдвинула его в состав Временного Крымского рабоче-крестьянского правительства Крымской социалистической советской республики в качестве наркома труда, а также в члены Обкома партии.
После 7 мая 1919 Областной комитет ВКП(б) состоял из 11 человек: Ю. П. Гавен, Н. Журавлев, М. Д. Шустер, И. Шульман, Я. Ф. Городецкий, И. М. Полонский (Степа), Эйхер, В. Г. Киров, О. Х. Алексакис, С. М. Мирный и Семён — С. Д. Жгенти (Джигенти).
В начале 1920-х годов — на руководящей работе в Наркомтруде РСФСР и на профсоюзной работе в Сибири и в Москве. Получил высшее образование. В 1930-х годах находился на ответственной работе в торговом представительстве СССР в Париже.
Во время Великой Отечественной войны стрелок в 4-й дивизии народного ополчения. Позднее в 1287 сп 110 сд. 
Репрессирован, арестован 5 июня 1948 года по ст. 58, п. 10 ч.2 как троцкист. Был приговорён ОСО при МГБ СССР к 10 годам ИТЛ. В 1956 году был освобождён и реабилитирован.
Член Общества старых большевиков при Истпарте, членский билет №884. Пенсионер союзного значения. Скончался 12 апреля 1973 года в Москве. Похоронен на Новодевичьем кладбище.

## Семья
- Жена — Полонская Клавдия Михайловна. Сын — Валентин Осипович Полонский (1914, Париж—2008, Москва)[8].

Внуки: 
- Борис Владимирович Полонский (1947; его мать — Ольга Вениаминовна Танкус (1918—1993), художник, член Союза художников СССР)
- Андрей Валентинович Полонский (1958—2025; его мать — Людмила Рафаиловна Полонская).